# Pum-Pum
Pum-Pum was een Vlaams weekblad, dat van 25 april 1951 tot 11 januari 1967 als bijlage bij Het Laatste Nieuws verscheen. 

## Geschiedenis
Aanvankelijk verscheen het blad van 25 april 1951 tot 25 februari 1953 als onafhankelijk magazine, maar daarna werd het een gratis bijvoegsel bij de krant. De titel van het blad was vernoemd naar het personage "Pum-Pum" uit Hans Kresse's stripreeks Eric de Noorman, een stripserie die ook in het blad werd gepubliceerd. Ook andere Nederlandse tekenaars, zoals Marten Toonder, Piet Wijn, Henk Sprenger, Gerrit Stapel, J.H. Koelewijn en Wim Lensen kwamen aan bod, evenals werk van Amerikaanse en Britse tekenaars. Belgische bijdragen waren er van Edgar P. Jacobs, Bob De Moor en André Franquin.

## Bron
- KOUSEMAKER, Kees en Evelien, "Wordt Vervolgd- Stripleksikon der Lage Landen", Uitgeverij Het Spectrum, Utrecht, Antwerpen, 1979, blz. 195.